# Bertrand (Nouveau-Brunswick)
Pour les articles homonymes, voir Bertrand.
Bertrand est un ancien village du Nouveau-Brunswick, au Canada. Il fait partie de la ville de Rivière-du-Nord depuis la réforme de la gouvernance locale du 1er janvier 2023.

## Toponyme
Bertrand serait nommé ainsi en l'honneur d'un certain Bertrand, de Pokemouche, qui y aurait ouvert une usine.

## Géographie

### Géographie physique

#### Situation
Le village est limitrophe de Caraquet à l'est, de la paroisse de Paquetville au sud ainsi que de la paroisse de New Bandon à l'ouest et au nord. Légalement, le village est séparé entre les paroisses de Caraquet, New Bandon et Paquetville. Bertrand a une superficie de 46,45 kilomètres carrés.
La rivière Caraquet coule dans la municipalité et se jette dans la baie de Caraquet, qui borde le village au nord-est. Il y a d'autres cours d'eau moins importants, tels que la Petite Rivière Caraquet, le ruisseau Bertrand, le ruisseau Madeleine et le ruisseau Severin. L'embouchure de la rivière Caraquet est une région marécageuse. On retrouve aussi un grand nombre de tourbières sur le territoire du village.
Bertrand est généralement considérée comme faisant partie de l'Acadie.

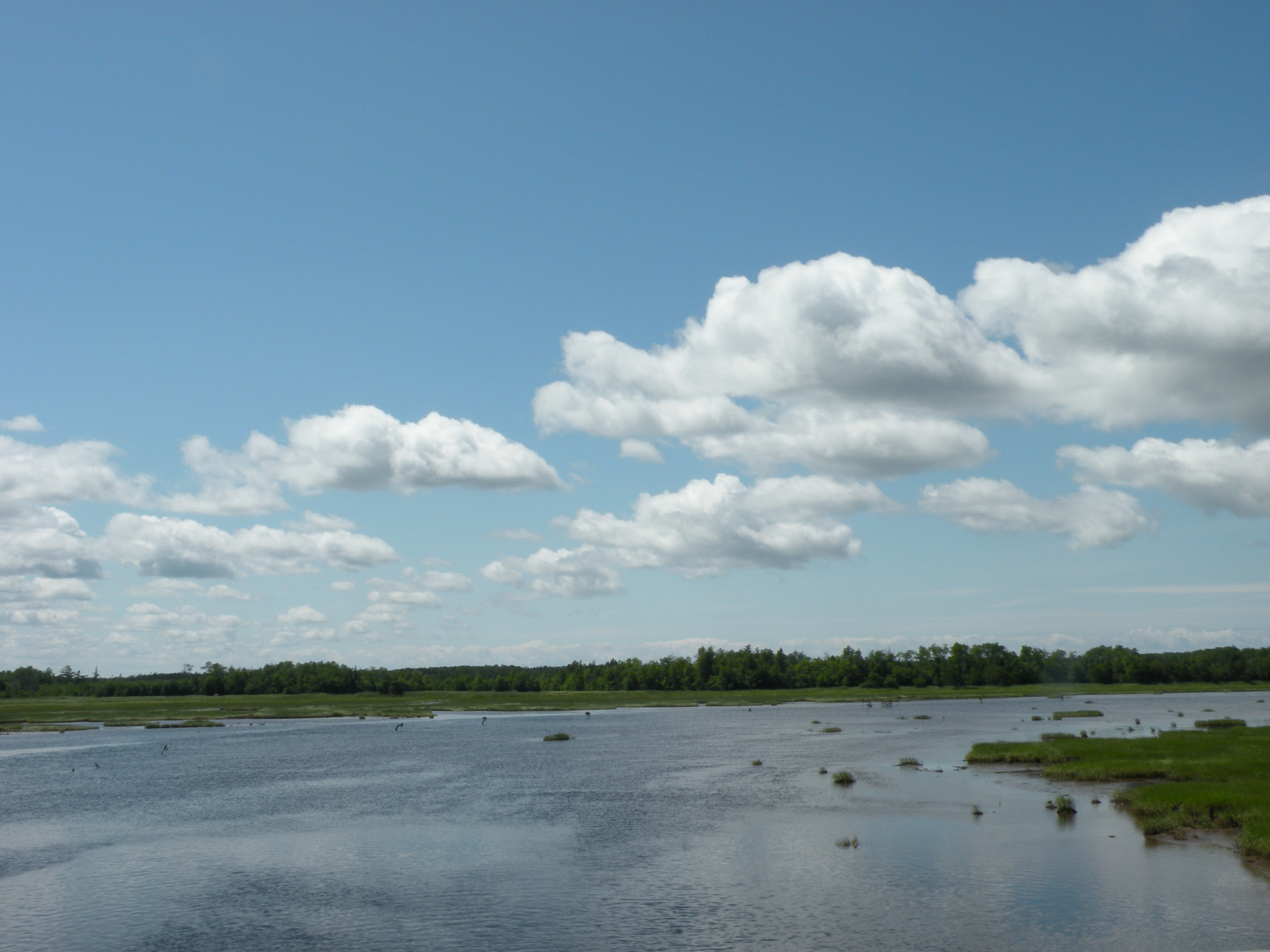
La rivière Caraquet en amont du pont de la route 11
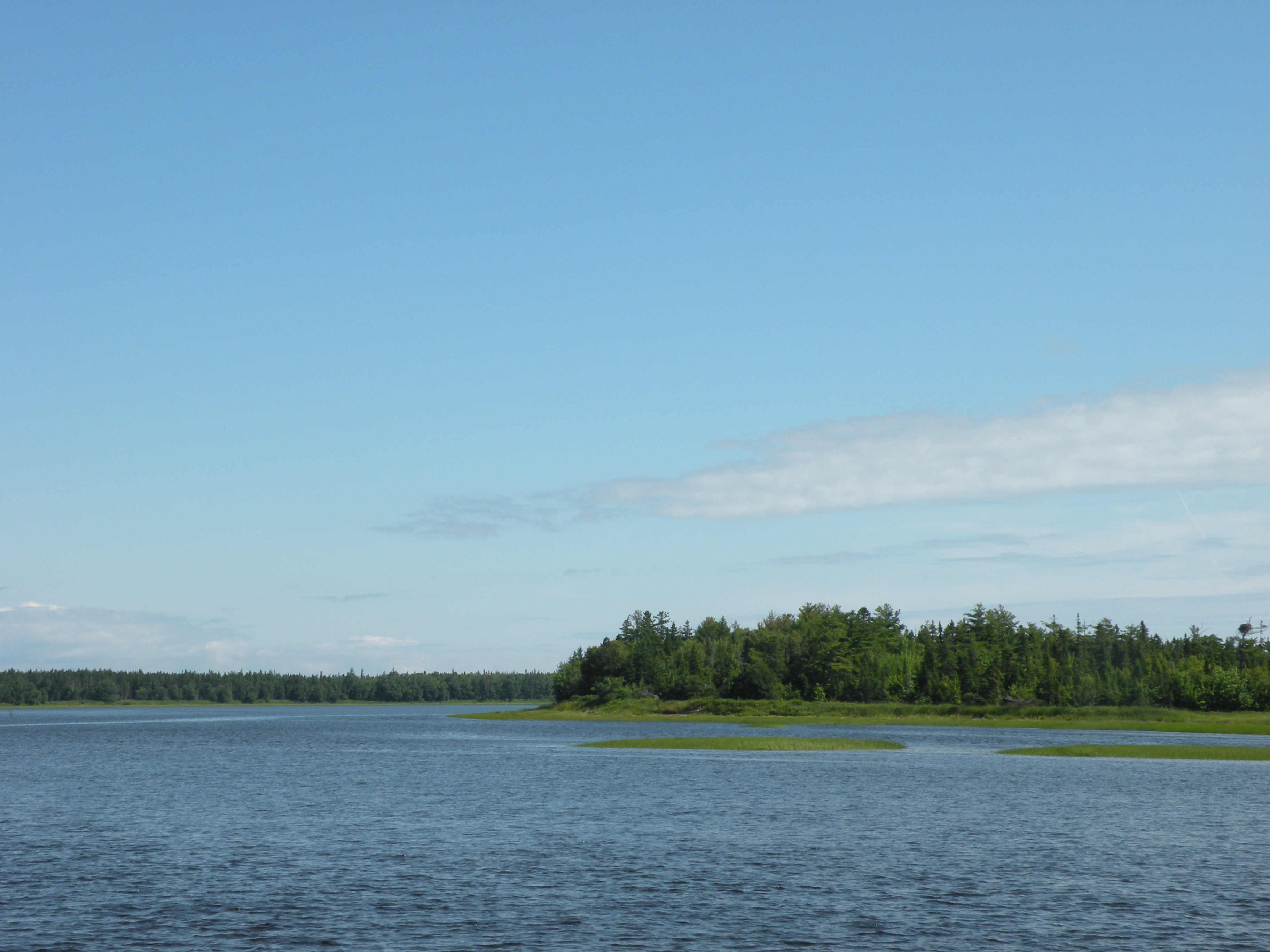
La rivière Caraquet en aval du pont.

#### Climat
Le climat de Bertrand est tempéré. Été chaud et Hiver froid.

#### Transport

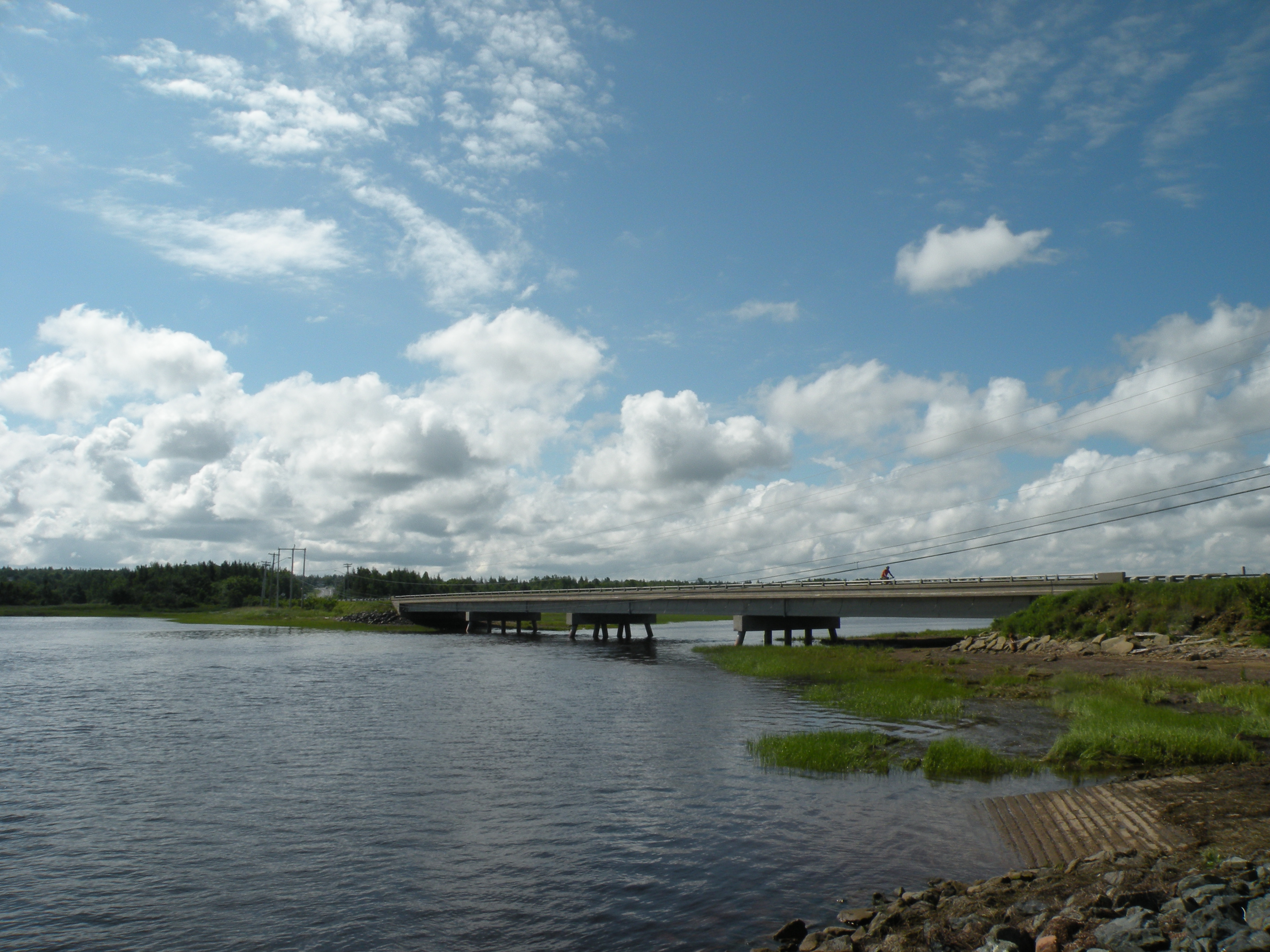
Le pont de la route 11 et une rampe de mise à l'eau, à Pont-Rouge.

### Géographie humaine

#### Quartiers
La majorité des commerces et des institutions du village sont situés le long du boulevard des Acadiens qui parcourt le village en entier. Dans le centre de Bertrand nous retrouvons l'église, l'école primaire Ola-Léger, le poste des pompiers, l'hôtel de ville et le Marché B. Paulin. Il y a un quartier du nom de Village-des-Boudreau au nord de la rivière Caraquet, nommé ainsi en l'honneur de son fondateur, Pierre Boudreau (1808-1889), originaire de Caraquet. Il y avait autrefois un établissement du nom de Bertrand Station dans l'ouest du village.

#### Logement
Le village comptait 601 logements privés en 2006, dont 535 occupés par des résidents habituels. Parmi ces logements, 86,0 % sont individuels, 1,9 % sont jumelés, 1,9 % sont en rangée, 1,9 % sont des appartements ou duplex et 7,5 % sont des immeubles de moins de 5 étages. De plus, 1,98 % des logements entrent dans la catégorie autres, tels que des maisons mobiles. 82,2 % des logements occupés le sont par le propriétaire et 16,8 % sont loués. 85,0 % ont été construits avant 1986 et 16,8 % ont besoin de réparations majeures. Les logements comptent en moyenne 6,0 pièces et ont une valeur moyenne de 66 930 $, comparativement à 119 549 $ pour la province.

## Histoire

### Préhistoire
Bertrand est situé dans le territoire historique des Micmacs, plus précisément dans le district de Gespegeoag, qui comprend le littoral de la baie des Chaleurs. Ce territoire était revendiqué d'abord par les Iroquois et ensuite seulement par les Mohawks.

### Colonisation européenne
Selon ce que rapporte Donat Robichaud, la région est visitée par des pêcheurs Normands et Bretons dès la fin du XIIIe siècle. Les Bretons sont en fait bien établis avant 1536. Les Basques chassent la baleine en Europe à partir du XIIe siècle ou plus tôt mais, à la suite de l'effondrement de la population de ces cétacés, commencent à les chasser au sud du Labrador au XVIe siècle, en plus de pêcher la morue. Ces pêcheurs viennent surtout du Pays basque espagnol mais ceux du Pays basque français deviennent de plus en plus nombreux. Ils sont déjà bien installés vers 1540. Contrairement à une idée répandue, ils n'ont pas chassés la baleine de plus en plus loin jusqu'à atteindre l'Amérique mais s'y sont rendus directement. Vers 1632, les pêcheurs de morue basques se déplacent dans des endroits plus reculés, dont Caraquet, Paspébiac et Shippagan, notamment pour éviter les attaques des Inuits et des pirates anglais ou danois, mais aussi à cause de la baisse de la population de baleine et de l'ouverture de la pêche au Svalbard. La pêche basque à Caraquet dure sans encombre jusque vers la fin du XVIIe siècle.

### De la fondation à nos jours
La famille Pinet est la première à habiter au village. Le bureau de poste de Bertrand est fondé en 1892 et celui de Thériault en 1900. Les Filles de Marie Auxiliatrice s'installent en 1961.
Bertrand est constitué en municipalité le 15 mars 1968. L'hôtel de ville est construit la même année. Le bureau de poste de Thériault ferme se portes en 1970. L'élection municipale de juin 1974 laisse le poste de maire et de deux des trois conseillers vacants. Un centre d'information touristique ouvre ses portes en 1977. L'usine de Cercueils transatlantiques ltée ferme ses portes en 1981, faisant perdre 20 emplois. La caserne de pompiers est inaugurée en 1983. L'école Ola-Léger est inaugurée en 1994. En 2022, elle change de nom pour devenir École Univers Jeunesse.
Lors de l'élection municipale de 2008, quatre personnes annoncent leurs candidatures pour le poste de maire, un record dans l'histoire du village. Bertrand était candidate, en coalition avec Paquetville et Saint-Isidore, pour l'obtention de la 31e finale des Jeux de l'Acadie; les jeux ont finalement été accordés à Saint-Jean. En 2011, le gouvernement provincial annonce un sursis de cinq ans pour l'école Ola-Léger. Le pont du chemin du Moulin s'effondre au printemps de la même année.
La caisse populaire ferme ses portes le 26 avril 2012. Un carrefour giratoire est construit en 2013 à l'intersection des routes 11 et 325, en prévision de la construction de la voie de contournement de la route 11 vers Caraquet.

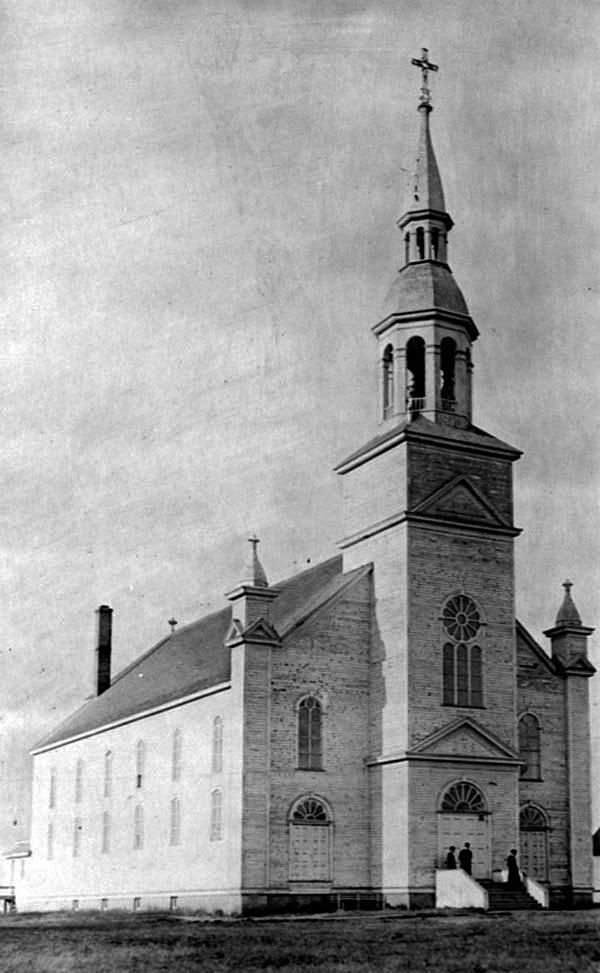
L'église Saint-Joachim vers 1920.
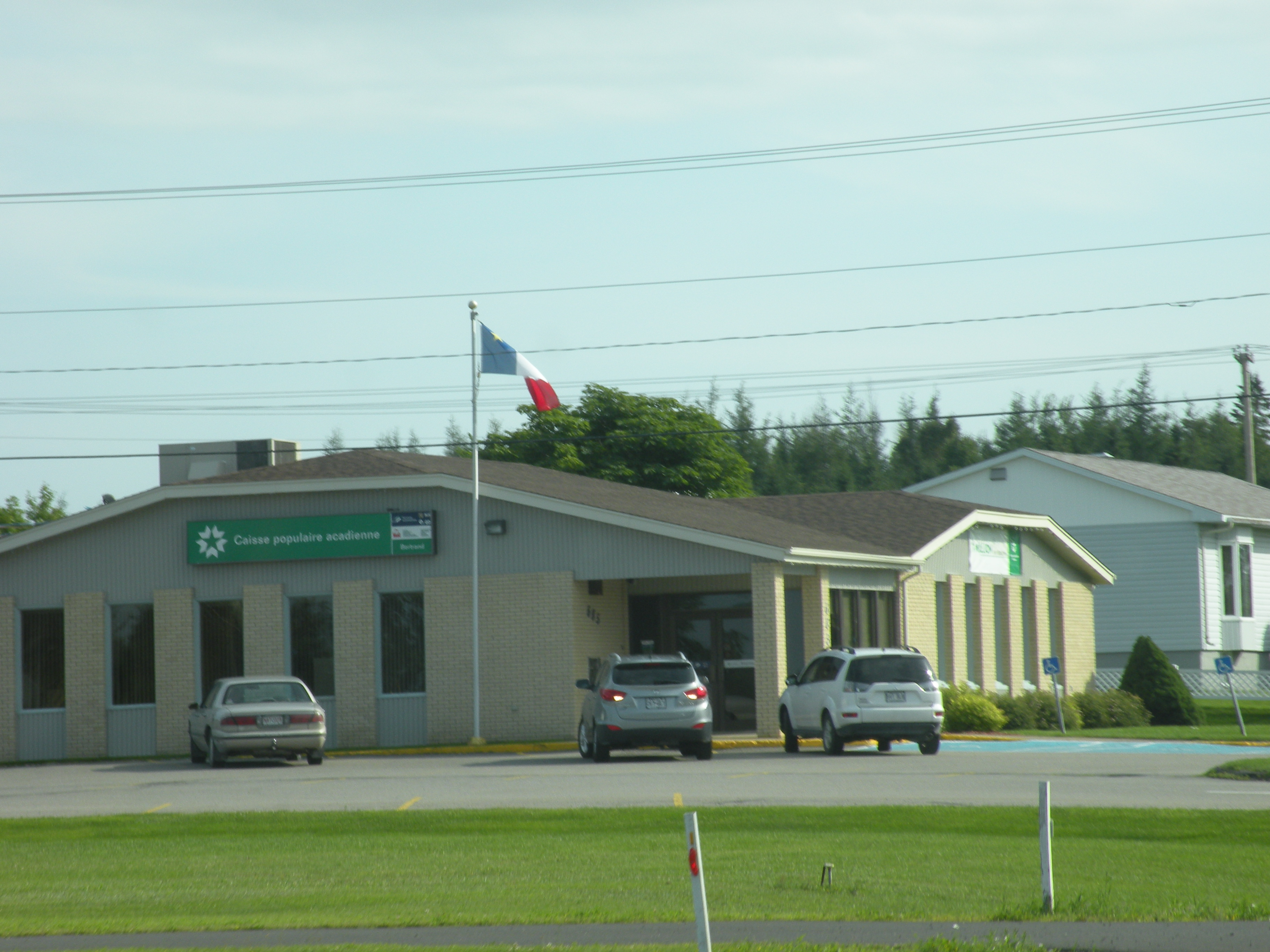
La Caisse populaire de Bertrand, en 2011. Présentement fermé comme plusieurs autres caisses dans la Péninsule acadienne.

## Chronologie municipale

Évolution territoriale de la paroisse de Caraquet après 1966.

1831 : Érection de la paroisse de Caraquet dans la paroisse de Saumarez.
1851 : La paroisse de Shippagan se détache de la paroisse de Caraquet.
1897 : Érection de la paroisse de Paquetville à partir de portions des paroisses de Caraquet et d'Inkerman.
1961 : Constitution de la ville de Caraquet dans la paroisse de Caraquet.
1966 : La municipalité du comté de Gloucester est dissoute et le DSL de la paroisse de Caraquet est créé. Les villages de Bas-Caraquet et Bertrand et les DSL de Pokesudie, Saint-Simon et Village-Blanchard sont constitués dans la paroisse de Caraquet,.

## Démographie
(juillet 2016).
Le village comptait 1179 habitants en 2006, soit une baisse de 7,1 % en 5 ans. Il y avait alors en tout 535 ménages dont 370 familles. Les ménages comptaient en moyenne 2,2 personnes tandis que les familles comptaient en moyenne 2,5 personnes. Les ménages étaient composés de couples avec enfants dans 20,6 % des cas, de couples sans enfants dans 35,5 % des cas et de personnes seules dans 26,2 % des cas alors que 16,8 % des ménages entraient dans la catégorie autres (familles monoparentales, colocataires, etc.). 60,8 % des familles comptaient un couple marié, 25,7 % comptaient un couple en union libre et 14,9 % étaient monoparentale. Dans ces dernières, une femme était le parent dans 90,9 % des cas. L'âge médian était de 48,9 ans, comparativement à 41,5 ans pour la province. 88,1 % de la population était âgée de plus de 15 ans, comparativement à 83,8 % pour la province. Les femmes représentaient 52,5 % de la population, comparativement à 51,3 % pour la province. Chez les plus de 15 ans, 36,5 % étaient célibataires, 41,8 % étaient mariés, 7,2 % étaient séparés, 5,8 % étaient divorcés et 8,2 % étaient veufs. De plus, 18,8 % vivaient en union libre.
| 1981  | 1986  | 1991  | 1996  | 2001  | 2006  | 2011  | 2016  |
| ----- | ----- | ----- | ----- | ----- | ----- | ----- | ----- |
| 1 268 | 1 279 | 1 310 | 1 379 | 1 269 | 1 179 | 1 137 | 1 166 |

| 2021  | - | - | - | - | - | - | - |
| ----- | - | - | - | - | - | - | - |
| 1 153 | - | - | - | - | - | - | - |

## Économie
La plupart des gens travaillent au village ou à proximité. L'industrie touristique crée quelques emplois sur place et il y a aussi de nombreux emplois disponibles dans le commerce, l'industrie de la pêche, la fabrication et la fonction publique à Caraquet. Bertrand dispose de quelques dizaines d'entreprises.
Entreprise Péninsule, un organisme basé à Tracadie-Sheila faisant partie du réseau Entreprise, a la responsabilité du développement économique de la région.

## Administration
(juillet 2016).

### Conseil municipal
Le conseil municipal est formé d'un maire et de cinq conseillers. Le conseil précédent est formé à la suite de l'élection du 12 mai 2008. Un autre conseil est élu lors de l'élection quadriennale du 14 mai 2012. Un second dépouillement a lien, confirmant l'égalité de 298 voix à Huguette Thériault et Jean-Yves Thériault. Huguette Thériault est déclarée vainqueur en vertu du paragraphe 41 (4) de la Loi sur les élections municipales. Rodrigue Léger quitte le conseil en juin. Une élection partielle a lieu le 29 octobre suivant et René Thériault est élu conseiller. Huguette Thériault quitte entretemps en septembre. Une élection partielle a lieu le 13 mai 2013 mais il n'y a aucun candidat. France Haché est finalement élue lors de l'élection partielle du 28 octobre suivant. Le conseil municipal actuel est élu lors de l'élection quadriennale du 10 mai 2016.
Conseil municipal actuel
| Mandat      | Fonctions   | Nom(s)                                                                                    |
| ----------- | ----------- | ----------------------------------------------------------------------------------------- |
| 2012 - 2016 | Maire       | Yvon Godin                                                                                |
| 2012 - 2016 | Conseillers | Claude Clément, Nathalie Haché-Godin, René Thériault, Daniel Pinet et Huguette Thériault. |

Anciens conseils municipaux
| Mandat      | Fonctions   | Nom(s)                                                                          |
| ----------- | ----------- | ------------------------------------------------------------------------------- |
| 2008 - 2012 | Maire       | Yvon Godin                                                                      |
| 2008 - 2012 | Conseillers | Claude Clément, Marc Godin, Rodrigue Léger, Daniel Pinet et Huguette Thériault. |

|  | Indépendant | 1967 - 1971     | Louis C. Godin   |
|  | Indépendant | 1971 - 1972     | Léonel Thériault |
|  | Indépendant | 1972 - 1977     | Serge Morin      |
|  | Indépendant | 1977 - 1986     | Gabriel Paulin,  |
|  | Indépendant | 1986 - 1995     | Onil Thériault   |
|  | Indépendant | 1995 - 1998     | Rose-Aimée Haché |
|  | Indépendant | 1998 - 2008     | Gildard Chiasson |
|  | Indépendant | 2008 - en cours | Yvon Godin       |

### Commission de services régionaux
Bertrand fait partie de la Région 4, une commission de services régionaux (CSR) devant commencer officiellement ses activités le 1er janvier 2013. Bertrand est représenté au conseil par son maire. Les services obligatoirement offerts par les CSR sont l'aménagement régional, la gestion des déchets solides, la planification des mesures d'urgence ainsi que la collaboration en matière de services de police, la planification et le partage des coûts des infrastructures régionales de sport, de loisirs et de culture; d'autres services pourraient s'ajouter à cette liste.

### Représentation
Bertrand est membre de l'Association francophone des municipalités du Nouveau-Brunswick.
 Nouveau-Brunswick: Bertrand fait partie de la circonscription de Caraquet, qui est représentée à l'Assemblée législative du Nouveau-Brunswick par Hédard Albert, du Parti libéral. Il fut élu en 2003 puis réélu en 2008 et en 2010.
 Canada: Bertrand fait partie de la circonscription d'Acadie-Bathurst. Cette circonscription est représentée à la Chambre des communes du Canada par Yvon Godin, du NPD. Il fut élu lors de l'élection de 1997 contre le député sortant Doug Young, en raison du mécontentement provoqué par une réforme du régime d’assurance-emploi.

## Vivre à Bertrand

### Éducation
L'école Ola-Léger accueille les élèves de la maternelle à la 8e année. C'est une école publique francophone faisant partie du sous-district 5 du district scolaire Francophone Nord-Est. Elle est l'une des plus vieilles écoles francophones toujours ouvertes au Nouveau-Brunswick. Elle fut supposée être fermée en 2011 par le ministère de l'éducation, mais les parents dévoués ont réussi à éviter la fermeture. Cependant, les élèves du village de Maisonnette qui allaient à l'école de Bertrand, vont à présent à l'école de Grand-Anse depuis la rentrée scolaire 2012.
La ville de Shippagan compte le CCNB-Péninsule acadienne et un campus de l'Université de Moncton.
Les anglophones bénéficient d'écoles à Bathurst. Les établissements d'enseignement supérieurs anglophones les plus proches sont à Fredericton ou Miramichi.
Il y a une bibliothèque publique à Bertrand, entre l'église et l'école à l'ancien presbytère, depuis le début 2012 .

### Parcs et sport
Le Sentier du Littoral acadien, suivant le tracé de l'ancien chemin de fer, parcourt le village à l'ouest et au nord, au bord de la rivière Caraquet. Un parc de Thériault comprend  une patinoire. Un autre terrain de jeu est situé à Haut-Bertrand, alors qu'un terrain de tennis se trouve au centre du village. Le village dispose aussi du Cadets de la Marine Royale Canadienne Péninsule acadienne 340 St. Croix.

### Autres services
Bertrand possède une caserne de pompiers, qui dessert également des localités voisines au besoin. Le village possède aussi un Centre d'Accès Communautaire, un guichet automatique à l'intérieur de l'édifice municipal depuis 2015 (nécessaire depuis la fermeture de la Caisse Populaire de Bertrand), un comptoir postal et une résidence pour personnes âgées. Ami Soleil est un organisme venant en aide aux personnes démunies. La population est en fait dépendante des localités voisines, notamment Caraquet, pour la majeure partie des services. Le détachement de la Gendarmerie royale du Canada le plus proche est d'ailleurs situé à Caraquet. Cette ville dispose également d'un poste d'Ambulance Nouveau-Brunswick et de l'hôpital de l'Enfant-Jésus.
Existant depuis le 20 juillet 1995, la Commission de gestion des déchets solides de la Péninsule acadienne (COGEDES) a son siège social à Caraquet et la municipalité y a un représentant. Les déchets sont transférés au centre de transbordement de Tracadie-Sheila et les matières non recyclables sont ensuite enfouies à Allardville.
Sans oublier le camping Colibri. Constitué d'un parc aquatique et une aire de jeux. On y compte aussi un abri/scène, recouvert d'un toit pour les activités organisées par le camping, majoritairement ouvert au public.
Les Francophones bénéficient du quotidien L'Acadie nouvelle, publié à Caraquet, ainsi que de l'hebdomadaire L'Étoile, de Dieppe. Les Anglophones bénéficient quant à eux du quotidien Telegraph-Journal, publié à Saint-Jean.

## Culture

### Personnalités
- Arthur Haché (Bertrand, 1924-), militaire, chevalier de la Légion d'honneur.

### Architecture et monuments
L'église Saint-Joachim fut construite en 1917 selon les plans de Nazaire Dugas. La prière n'est plus récitée au conseil municipal de Bertrand.

### Fêtes et traditions
Pendant la fête des acadiens, le 15 août, il y a toujours un tintamarre dans ce beau petit village. C'est comme une parade d'autos, de camions et de véhicules de toutes sortes où tout le monde fait du bruit. Certaines années, les gens organisent des activités auxquelles les gens participent après cette parade, comme des dégustations de blé d'inde avec musique et où tout le monde se rencontre et ont du plaisir (épluchette de blé d'inde ou mechoui)!
Depuis 2010, à chaque année la municipalité organise un OktoberFest des acadiens, du 31 août au 2 septembre. Toutes les activités sont prévues à l'extérieur, à l'arrière de l'édifice municipal de Bertrand. Cette initiative a été développée dans un concept d'évènement familial, où les gens auront l'occasion de découvrir les coutumes bavaroises, dans une atmosphère accueillante et festive. Au nombre d'activités prévues à l'horaire, mentionnons musique et danse bavaroises, spectacles sur la scène extérieure en soirée, jeux gonflables géants, dégustations de produits du terroir ainsi que de bières importées et provenant de microbrasseries.
L'idée de présenter un Oktoberfest à Bertrand s'est développée avec la venue du premier Musée de la bière en Acadie, anciennement localisé à l'arrière du Centre d'information aux visiteurs de Bertrand. Ce musée détient une collection impressionnante de plus de 2 000 bières et cette dernière ne fait que s'agrandir avec l'engouement qu'a créé son ouverture officielle le 20 avril 2010.
Plus d'information ici: http://www.oktoberfestdesacadiens.com/

### Langue
Selon la Loi sur les langues officielles, Bertrand est officiellement francophone puisque moins de 20 % de la population parle l'anglais.